# Dindești (okręg Satu Mare)
Dindești (węg. Érdengeleg) – wieś w Rumunii, w okręgu Satu Mare, w gminie Andrid. W 2011 roku liczyła 758 mieszkańców. 